# 胡長新
胡長新（1818年—1884年），字銘三，又字子何，貴州省黎平府（今黎平縣）人，清朝政治人物、學者。同進士出身。

## 生平
胡長新為嘉慶十年（1805年）進士胡秉鈞之子。道光二十六年（1846年）中舉人，次年聯捷丁未科三甲進士，以知縣即用，分發江蘇。因母老不能遠離，請授教職，任貴陽府教授。不久，因母喪丁憂去職。守喪結束，改銅仁府教授。擢升翰林院典簿，不受。辭職还鄉，主講黎陽書院。光緒十年（1884年）八月十一日卒，年六十七。友人私諡“端介”。

## 著作
工詩文，通小學。著有《籀经堂诗钞》四卷、《籀经堂文钞》四卷等。